# Radosty
Radosty – wieś w Polsce położona w województwie warmińsko-mazurskim, w powiecie olsztyńskim, w gminie Barczewo. Wieś znajduje się w historycznym regionie Warmia. 

## Dzieje miejscowości
Wieś lokowana w 1353 r. na 60 włókach w lesie. Zasadźcami byli: Nicolaus i Katherina z Rogelten.
11 października 1574 roku biskup warmiński Marcin Kromer nadał 4 włóki dla kościoła w Lamkowie, ustanowił proboszcza i przyłączył do parafii, prócz Lamkowa, wieś Ottendorf, dzisiejsze Radosty. 
W latach 1975–1998 miejscowość należała administracyjnie do województwa olsztyńskiego. Ponowne zmiany podziału administracyjnego państwa umiejscowiły ją w powołanym 1 stycznia 1999 roku województwie warmińsko-mazurskim, w powiecie olsztyńskim. 